# إتش إل هانت
هارولدسون لافاييت هنت الابن (بالإنجليزية: H. L. Hunt) (17 فبراير 1889 – 29 نوفمبر 1974)، كان أحد كبار أثرياء النفط في الولايات المتحدة. وتُنسب إليه أسطورة مفادها أنه حصل على حقوق نفطية مقابل أرباحه من لعبة البوكر، لكن الأرجح أنه كوَّن ثروته من خلال استثمارات ناجحة في عقود تأجير الأراضي النفطية.
تمكن هنت من الحصول على ملكية جزء كبير من حقل نفط شرق تكساس، أحد أكبر مكامن النفط في العالم، بعد أن اشترى حقوقًا في تلك الأراضي من المضارب النفطي الشهير داد جوينر مقابل 30,000 دولار، وأسّس لاحقًا شركة هنت أويل عام 1936.
إلى جانب النفط، تنوعت استثماراته في مجالات النشر، ومستحضرات التجميل، وزراعة الجوز الأمريكي (البيكان)، وإنتاج الأغذية الصحية، ما جعله يجمع ثروة تُعد من بين الأكبر عالميًا.
خلال خمسينيات القرن العشرين، أسس مؤسسة منتدى الحقائق التي دعمت برامج إذاعية وصحفية محافظة للغاية، بعضها كتبه وأنتجه بنفسه، مما جعله شخصية معروفة في أوساط اليمين السياسي الأمريكي.
عند وفاته، كان يُعتقد أن صافي ثروته يتراوح بين 2 إلى 3 مليارات دولار، مما جعله من بين أغنى الأفراد في العالم آنذاك.

## الحياة المبكرة والمسيرة
وُلد هارولدسون لافاييت هنت الابن بالقرب من رامزي في بلدة كارسن، ولاية إلينوي، وكان أصغر أشقاءه الثمانية. سُمّي على اسم والده، هارولدسون لافاييت هنت، الذي كان مزارعًا ومقاولًا ناجحًا. أما والدته فكانت إيلا روز (مايرز) هنت. يُذكر أن جده، وادي هنت، كان ضابطًا في سلاح الفرسان التابع للكونفدرالية في الكتيبة السابعة والعشرين لمشاة أركنساس خلال الحرب الأهلية الأمريكية، وقُتل عام 1864 على يد مجموعة غزاة كوانتريل، بعد أن اشتبهوا به خطأً بأنه متعاطف مع قوات الاتحاد.
تلقى هنت الابن تعليمه في المنزل، ولم يلتحق قط بمدرسة ابتدائية أو ثانوية. وكان يرى لاحقًا أن التعليم يُعد عائقًا أمام تحقيق الثراء، بحسب تعبيره.
في سنوات مراهقته، تنقّل بين مناطق مختلفة قبل أن يستقر في ولاية أركنساس، حيث كان يدير مزرعة قطن بحلول عام 1912. اشتهر حينها بموهبته في الرياضيات وبولعه بالمقامرة. وتشير مذكرات داخلية لمكتب التحقيقات الفيدرالي إلى أنه أدار أنشطة دعارة في أركنساس، كما أدار لاحقًا، في خمسينيات القرن الماضي، مكتبًا غير رسمي للمراهنات على سباقات الخيول من مقر عمله في دالاس.
وتُروى قصة أنه بعد أن تعرّضت مزرعته للغمر، استثمر آخر 100 دولار كانت بحوزته في المقامرة بمدينة نيو أورلينز، وتمكّن من تحويلها إلى أكثر من 100,000 دولار، استخدمها لشراء أراضٍ نفطية في إل دورادو، جنوب شرق تيكساكانا، أركنساس.
كان معروفًا بسخائه تجاه موظفيه، الذين بدورهم ردوا له الوفاء بإبلاغه بشائعات عن وجود حقل نفطي هائل في شرق تكساس. وفي لقاء شهير جرى في فندق أدولفوس في دالاس، تفاوض هنت مع كولومبوس مارايون "داد" جوينر، مكتشف الحقل، على شراء الحقوق. تمت الصفقة مقابل مليون دولار، بالإضافة إلى تعهد هنت بحماية جوينر من أية تبعات قانونية تتعلق بعملياته الاحتيالية المتعددة حول الملكية. وهكذا حصل هنت على ملكية ما كان يُعتقد أنه أكبر حقل نفطي معروف في العالم آنذاك.
بحلول عام 1957، قدّرت مجلة فورتشن ثروته بما بين 400 و700 مليون دولار، مما جعله من بين أغنى ثمانية أشخاص في الولايات المتحدة. وقال عنه رجل الأعمال الشهير جي. بول غيتي، الذي كان يُعتبر حينها أغنى شخص في العالم:
«من حيث الثروة الاستثنائية والمستقلة، لا يوجد سوى رجل واحد: هارولدسون لافاييت هنت».

## كتابات أخرى
- Hendershot, Heather. What's Fair on the Air? Cold War Right-Wing Broadcasting and the Public Interest (University of Chicago Press; 2011) 260 pages; covers the rise and fall of prominent far-right radio hosts: H.L. Hunt, Dan Smoot, Carl McIntire, and Billy James Hargis.

## وصلات خارجية
- Hunt Oil
- HL's Grave
- H.L. Hunt's Boys and the Circle K Cowboys
- Hunt Heirs fight over Estate
- Biography of H. L. Hunt by Jerrell Dean Palmer in the Handbook of Texas Online
- A Matter of Trust[وصلة مكسورة] by Gretel C. Kovach for D Magazine